# Alejandro (canção)
"Alejandro" é uma canção da cantora norte-americana Lady Gaga, contida em seu terceiro extended play (EP) The Fame Monster (2009). Foi composta pela própria em conjunto com RedOne, que encarregou-se da sua produção, enquanto a artista serviu como co-produtora. A sua gravação decorreu em 2009 no estúdio FC Walvish, em Amsterdã. Primeiramente lançada em territórios europeus como single promocional do EP em 9 de novembro de 2009, foi posteriormente confirmada como a terceira faixa de trabalho oficial do projeto em abril de 2010, sendo enviada para rádios mainstream e rhythmic em 20 do mesmo mês e posteriormente distribuída nos formatos de CD single, descarga digital, maxi single e vinil, sendo também promovida com um EP de remisturas, também lançado em formato físico.
Inspirada pelo "medo do monstro do sexo" por parte da artista, "Alejandro" é uma canção synthpop de ritmo moderado com uma melodia levantante. Liricamente, retrata Gaga despedindo-se de seus amantes latinos. Críticos musicais avaliaram a faixa de forma predominantemente positiva, elogiando sua produção e notando influência dos grupos pop ABBA e Ace of Base. Devido ao forte número de descargas digitais após o lançamento de The Fame Monster, a obra constou em algumas tabelas musicais. Após sua distribuição oficial como single, liderou as tabelas da Bulgária, Finlândia, Polónia, Rússia e Roménia, atingindo as dez melhores posições em países como Austrália, Canadá, Reino Unido, Nova Zelândia e Reino Unido. Nos Estados Unidos, tornou-se no sétimo single consecutivo de Gaga a entrar nas dez primeiras colocações da Billboard Hot 100, obtendo um pico no quarto lugar.
O vídeo musical acompanhante foi dirigido pelo fotógrafo de moda Steven Klein e lançado em 8 de junho de 2010 na conta de Gaga no serviço Vevo. Inspirado pelo amor de Gaga aos seus amigos gays e a admiração do amor gay, a gravação apresenta a cantora dançando com um grupo de soldados num cabaré, intercalando cenas dela engolindo um rosário vestida de freira e de homens semi-nus segurando metralhadoras. O trabalho obteve críticas mistas, com alguns analistas elogiando sua ideia e sua natureza obscura, enquanto alguns viram a imagem religiosa como algo feito para causar controvérsia; a iconografia religiosa, inclusive, foi criticada pela Liga Católica, que acusou Gaga de blasfémia, principalmente pela cena em que ela engole o rosário, embora tal tenha sido negado por Klein, que afirmou que a tomada foi o "desejo de Gaga de tomar o santo". A artista interpretou "Alejandro" na sétima temporada do American Idol e incluiu-a no repertório de suas digressões The Monster Ball Tour (2009-11), Born This Way Ball Tour (2012-13) e ArtRave: The Artpop Ball (2014).

## Antecedentes e lançamento
Durante a festa de inauguração dos fones de ouvido desenvolvidos por Gaga em colaboração com o produtor Dr. Dre, a artista comentou que planeava lançar um novo álbum e disse: "Eu acho que relançamentos são injustos, [...] os artistas lançam singles de um trabalho já feito, na tentativa de manter o disco à tona. Originalmente [minha gravadora] só queria adicionar três faixas, mas agora é muito mais do que isso. É um novo material para um novo álbum." Quanto ao nome do EP, a cantora disse que foi uma coincidência, já que tem o mesmo nome que os criadores e distribuidores dos fones "Heartbeats", Monster Cable Products. Ela já havia composto uma canção intitulada "Monster" em março, antes de encontrar-se com Dr. Dre e Lee Noel para discutirem sobre a parceria. Gaga afirmou ainda que estava obcecada por filmes de monstros, declarando: "a decadência da celebridade e da maneira que a fama é um monstro na sociedade! É sobre isso que o meu disco se trata, por isso era uma espécie de combinação perfeita." Ela acabou revelando mais tarde que a reedição conteria oito composições novas, junto com as originais de seu álbum de estreia. The Fame Monster lida com o lado mais obscuro da fama, vivenciado pela artista durante os anos de 2008 e 2009.
Dentro do conceito de monstros que levou à elaboração do EP, Gaga disse em entrevista à Fuse TV que a inspiração por detrás de "Alejandro" era do seu medo do "monstro do sexo". Originalmente, "Dance in the Dark" foi planeada para ser lançada como o terceiro single de The Fame Monster, como uma preferência da editora discográfica de Gaga. Pela própria escolha da cantora, "Alejandro" inicialmente viu má recepção em termos de entradas nas rádio, assim, não era vista como uma opção viável para um single. Então surgiu uma briga entre Gaga e sua editora, onde "Alejandro" foi finalmente escolhida para ser lançada. Através de sua conta no Twitter, a cantora comentou sobre a decisão, "'Alejandro' está na rádio. Soa tão bem, conseguimos little monsters." O single foi oficialmente enviado para as rádios mainstream e rhythmic contemporary em 20 de abril de 2010 nos Estados Unidos.

## Gravação e composição
"Alejandro" foi gravada em 2009 nos FC Walvish, em Amsterdão, um dos vários estúdios onde decorreram as gravações de The Fame Monster. Gaga serviu como co-produtora da faixa e, junto com RedOne, tratou dos arranjos vocais e serviu como vocalista de apoio. RedOne também responsabilizou-se pela gravação da obra, bem como a engenharia, edição vocal e programação, além de ter fornecido a instrumentação. Eelco Bakker ficou a cargo da engenharia e Johnny Severin da edição vocal, enquanto Robert Orton misturou a canção nos Sarm Studios, em Londres, e Gene Grimaldi a masterizou nos Oasis Mastering, em Burbank, Califórnia.
Com duração de quatro minutos e trinta e quatro segundos (4:34), "Alejandro" é uma canção synthpop com uma "batida europop pisoteante", de acordo com a Billboard. É musicalmente influenciada pelos grupos musicais ABBA e Ace of Base, com influências do último sendo predominantes nas batidas, no canto e na melodia, além do sotaque não-inglês de Gaga ao interpretar a canção. As palavras são enroladas em sua boca, apoiadas por uma melodia levantante. A canção abre com a principal melodia da peça húngara "Csárdás" do compositor italiano Vittorio Monti, com a artista proferindo: "Eu sei que somos jovens / E seu que você pode me amar / Mas simplesmente não posso ficar com você desse jeito / Alejandro". A faixa, em seguida, muda para uma batida europop. Gaga lança a sua despedida aos seus agora ex-amantes com um coração amargo no pré-refrão onde ela canta: "Você sabe que eu te amo rapaz / Quente como o México, alegre-se / Neste momento eu tenho que escolher / Nada a perder". No fim da canção, os três protagonistas — Alejandro, Fernando e Roberto  são despedidos por Gaga.
De acordo com a partitura publicada no Musicnotes.com pela Sony/ATV Music Publishing, a música é definida no compasso de tempo comum, com um ritmo moderado de 99 batidas por minuto. É composta na tonalidade de Si menor com os alcances vocais de Gaga indo desde Fá♯3 a Sol5. A música tem uma sequência básica de Sim–Ré–Fá♯m como a sua progressão de acordes. As letras falam sobre a defesa de Gaga contra um harém de homens latinos e tem uma série de alusões a ABBA, incluindo uma referência à sua canção de 1976 da banda, "Fernando", que é um dos ex-amantes de Gaga.

## Recepção

### Recepção crítica
| Críticas profissionais  | Críticas profissionais |
| Avaliações da crítica   | Avaliações da crítica  |
| Fonte                   | Avaliação              |
| ----------------------- | ---------------------- |
| MTV                     | (favorável)            |
| The Wall Street Journal | (favorável)            |
| Rolling Stone           | (favorável)            |
| Digital Spy             | [ 17 ]                 |
| The Times               | (negativa)             |
| The Boston Globe        | (negativa)             |
| BBC                     | (favorável)            |
| Billboard               | (favorável)            |
| Slant Magazine          | (favorável)            |
| Allmusic                | (favorável)            |

Chris Ryan da MTV descreveu a canção como "um hino exuberante para um amor que é 'quente como o México'". Bill Lamb da About.com fez uma comparação com a canção de 1987 Madonna, "La isla bonita", embora com uma "linha contemporânea". Em uma análise separada, Lamb acrescentou que "Enquanto 'Alejandro' não seria susceptível de ser identificado como o melhor de Lady Gaga, é mais uma joia em sua coroa sólida de sete hit singles consecutivos." Evan Sawdey do PopMatters disse que "os vocais de Gaga soam como os da Shakira, no refrão". Ben Patashnik da revista NME chamou a canção de "luz no coração". Michael Hubbard do MusicOMH elogiou a canção chamando-a de "brilhante e cativante, enganosamente simples e maravilhosamente melancólica", enquanto Sarah Hajibagheri do The Times foi mais negativa por ser um "gorjeio Latino doloroso [e um] aspirante a rejeição pela Eurovisão." James Reed do the Boston Globe também fez uma análise negativa da música, escrevendo que "é uma faixa de dança morna na qual ela repete o título da canção vezes sem conta como se tivesse mais nada a dizer."
As comparações com os grupos suecos de música pop ABBA e Ace of Base também foram constantes nas revisões. Paul Lester da BBC considerou que "[Alejandro] move a um ritmo Ace of Base". Lindsey Fortier da Billboard comparou-a com "Don't Turn Around" dos Ace of Base e "Fernando" dos ABBA, acrescentando que "no final da canção, Alejandro, Fernando e Roberto não são os únicos dispensados  o— ouvinte que está dançando a canção também é dispensado". Sal Cinquemani da Slant Magazine também fez uma ligação aos Ace of Base chamando a canção de uma homenagem a eles. Stephen Thomas Erlewine da Allmusic denotou a canção como uma "revisão actualizada dos ABBA". Mikael Wood do Los Angeles Times chamou-a de "espumante" e também comparou-a com o estilo dos ABBA. Jon Dolan da revista Rolling Stone chamou a canção de "uma paródia amorosa dos ABBA". Scott Plagenhoef da Pitchfork Media observou que "apesar de 'Alejandro' ser uma metamorfose dos ABBA, sai muito moderna, em parte porque o pop e hip-hop dos EUA está actualmente baseando-se fortemente em Europop, hi-NRG, e dance music". Brian R. Fitzgerland do The Wall Street Journal fez uma comparação, mas desta vez com "Who's That Girl", de Madonna, da trilha sonora do do filme de mesmo nome. Robert Copsey do Digital Spy deu a canção cinco de cinco estrelas e também comparou-a com música de Madonna "La isla bonita", e algumas músicas dos Ace Of Base, mas sentiu que Gaga acrescentou "seu próprio toque para o trabalho dela". Ele também elogiou as melodias da música descrevendo-as como "incrivelmente cativantes" e as letras como "melancólicas".

### Prémios e nomeações
A canção ganhou um International Dance Music Award na categoria Melhor Faixa Pop Dance, o maior evento realizado durante a Winter Music Conference 2011. Ganhou também um BMI Award em 2011, juntamente com outras canções de seu repertório, "Paparazzi", "Bad Romance" e "Telephone", com a participação da cantora Beyoncé. Foi nomeada para Gravação do Ano nos Premios Oye! e Canção do Verão nos Teen Choice Awards.

## Vídeo musical

### Desenvolvimento
Em Janeiro de 2010, foi relatado que Gaga estava fazendo castings para o vídeo de "Alejandro" e estava ansiosa para David Walliams aparecer no vídeo ao lado de sua esposa, Lara Stone. Em 23 de Março de 2010, a Women's Wear Daily informou que o fotógrafo Steven Klein estaria dirigindo o vídeo, coisa que a própria Gaga confirmou em uma entrevista. Enquanto estava na digressão The Monster Ball Tour na Austrália, Gaga foi entrevistada pela estação de rádio de Melbourne, Nova 100, para a qual ela falou sobre o vídeo de "Alejandro":
Estou tão animada com o vídeo de "Alejandro" [...] Na verdade, estaremos filmando isso muito em breve e eu não quero dizer quem é o director porque ainda vai dar muita coisa para o torto. [...] Você está absolutamente louco? Eu nunca, nunca iria te dizer [o conceito do vídeo]! Eu seria mais provável de mentir através de meus dentes para você [sobre] o que o vídeo é para que vocês todos ficassem surpresos. Mas vou dizer-lhe que não é uma sequela do vídeo de "Telephone".
Após a confirmação de que Klein estava dirigindo o vídeo, Gaga explicou que "não sabe como [o vídeo] vai ficar até que esteja terminado", e comentou que "[Steven Klein é] um bom amigo meu e eu o amo muito, [...] Eu tenho muito respeito por ele. E nós estamos animados por colaborar e ter um fotógrafo de moda a nos contar uma história, a história da minha música através de sua lente e essa ideia da moda e estilo de vida." Gaga explicou que Klein compreendia o seu estilo de vida "eu sou o que eu uso", fazendo dele um director apropriado para o vídeo. Ela acrescentou: "É tudo uma questão de onde eu sou e amor ao teatro e amor a música e amor da mentira na arte, e Steven realmente conhece e entende isso. [....] Então, estamos fazendo um belo vídeo, e eu estou muito animada."
Em Maio de 2010, Gaga falou com o jornal The Times sobre o conceito do vídeo: "[Trata-se da] pureza da minha amizade com meus amigos gays, e como eu fui incapaz de achar isso com um homem hétero em minha vida. É uma celebração e uma admiração do amor gay que confessa a minha inveja da coragem e bravura necessitada para estarem juntos. No vídeo eu estou ansiando pelo amor dos meus amigos gays — mas eles simplesmente não querem que eu esteja com eles." Entrevistado pela revista Rolling Stone, Klein comentou sobre o vídeo: "Gaga gosta dos gestos épicos. Se ajusta a sua personalidade. Combina a dança, a narrativa e atributos ao surrealismo. O processo consistia em expressar o desejo de Lady Gaga para revelar o seu coração e elevar a sua alma. Em um vídeo musical nunca há tempo suficiente para mostrar tudo. Planeamos muito e conseguimos muito disso, mas é claro, algumas coisas não foram moldadas por falta de tempo.". O teledisco foi produzido por Jil Hardin através da HSI Productions. Janusz Kaminski serviu como director de fotografia, ao passo que David Devlin encarregou-se da direcção da câmera secundária. Nicola Formichetti contribuiu com o figurino, enquanto Laurieann Gibson coreografou os passos de dança.

### Lançamento e sinopse
Um trecho do vídeo foi mostrado no programa Larry King Live em 1º de Junho de 2010. O trecho foi da parte do vídeo que vem apresentada em preto-e-branco, onde Gaga e seus bailarinos executam variações numa marcha militar por toda parte. Kara Warner da MTV disse que parecia uma reminiscência do vídeos de "Vogue" de Madonna, e de "Not Myself Tonight" de Christina Aguilera, mas afirmou que em "Alejandro", "o estilo de Gaga foi um corte mais masculino e militante em contraste com a Madonna". Por causa da tema militar do vídeo, as comparações foram feitas também com "Rhythm Nation" de Janet Jackson. No programa, Gaga disse para King que o vídeo tem um "tema militar homo-erótico. [...] É uma celebração do meu amor e agradecimento para a comunidade gay, minha admiração por sua coragem, seu amor um pelo outro e sua coragem em seus relacionamentos." O vídeo estreou no site oficial de Gaga e na sua conta do serviço Vevo em 8 de Junho de 2010.

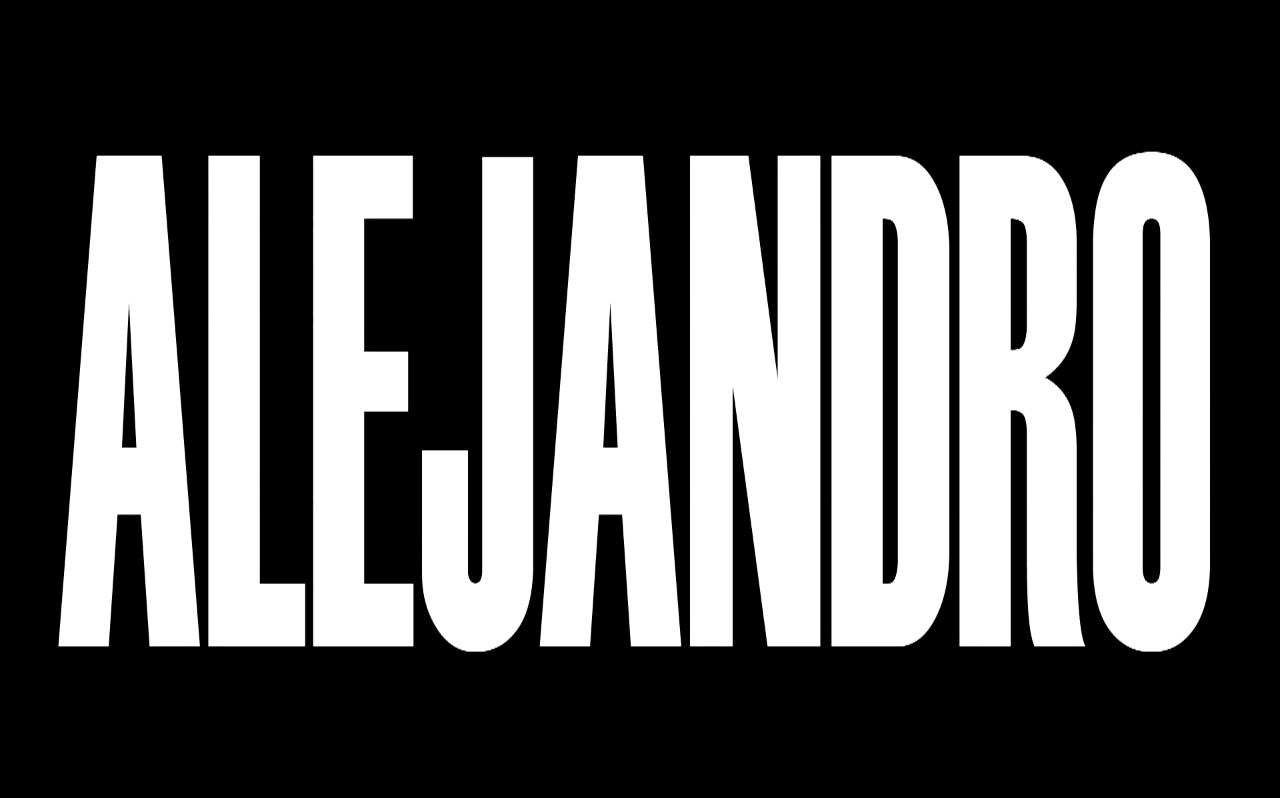
Logotipo militar do vídeo que aparece no seu início

Uma parte do vídeo é dedicada ao musical da Broadway, Cabaret. O vídeo começa com um número de cadetes do exército sentados em sofás de couro e mesas de vidro, onde eles estão aparentemente dormindo, excepto um. Então, você vê soldados marchando e fazendo movimentos de ataque, cinco deles têm alguns artefactos de ferro, que parecem ser instrumentos de tortura. Abaixo aparece Lady Gaga, com um extravagante casco preto com dois binóculos e sentada em uma cadeira em cima do que parece ser um edifício medieval, onde ela olha para fora de uma janela e repara que está nevando lá fora. Então, você vê uma procissão onde alguns cadetes estão carregando um caixão, enquanto Gaga vai em frente com um véu preto estranho, e em suas mãos ela carrega uma almofada que representa um coração congelado com unhas embutidas. Nesta cena você vai notar que as unhas formam a letra "A". Neste momento, a música começa a tocar e mostra um homem usando um capacete com pontos e uma pistola de ouro, que na verdade é Evandro Soldati. Em seguida, ele vê um grupo de soldados que começam a dançar a música, vestindo botas pretas e roupas íntimas, com um corte de cabelo do estilo fungo, como usado pelos homens do exército na Segunda Guerra Mundial. Gaga é então vista como a personagem Sally Bowles de Cabaret, dançando e simulando actos sexuais com três homens em um palco com duas camas individuais cercado por luzes, todos vestindo apenas roupas íntimas, alternando entre Gaga deitada em uma cama maior vestida de freira com roupa de látex de cor vermelha. Ela aparece vestida com uma túnica branca com capuz, uma reminiscência da Joana d'Arc, com seus dançarinos, alternando entre ela como freira engolindo um rosário.
Depois disso, Gaga e seus dançarinos são mostrados em uma sequência a preto-e-branco em seus uniformes realizando um tributo dedicado ao falecido coreógrafo Bob Fosse, que ganhou um Oscar pela direcção da versão cinematográfica de Cabaret. Gaga é vista em um bob loiro e um equipamento semelhante a um dos trajes usados nas apresentações ao vivo de Liza Minnelli. Os vídeo muda para uma cena dela usando um sutiã equipado com uma arma AR-15 e seus dançarinos realizando uma outra rotina de dança. Ela é, então, mostrada na discoteca vazia, com cenas de guerra sendo mostradas em flashes, e o soldado solitário aparece novamente. Voltando à cena da Joana d'Arc, ela luta com seus dançarinos e tira a sua roupa. O vídeo termina com ela vestida de freira, com o filme afastando-se da sua face. Klein explicou que o vídeo era "sobre o desejo de uma mulher para ressuscitar um amor morto e que não pode enfrentar a brutalidade da sua situação actual. A dor de viver sem o seu verdadeiro amor."

### Recepção
James Montgomery da MTV comentou que "Gaga criou um mundo que, embora opressivo, também parece óptimo." Em uma matéria separada, Montgomery acrescentou que "... ela pode ter finalmente chegado ao ponto em sua carreira, onde nem mesmo ela pode superar-se." Daniel Kreps da Rolling Stone descreveu o vídeo como "épico [e] cinematográfico" e analisou que ele "mostra todos com uma roupa de avant-garde, a dança criativa e os marremotos de imagem que fazem os olhos ficarem esbugalhados". Kreps disse também que "ao contrário de outros projectos feitos a technicolor por Gaga agora, 'Alejandro' ocorre em uma atmosfera cinza silenciada, como o vídeo feito por David Finchner chamado 'Vogue' de Madonna porque dá a sensação de um vídeo da era do cinema mudo que evoca a fotografia a preto e branco". Brade Wete da Entertainment Weekly gostou do projecto como um todo, embora não tenha assimilado a sinopse: "Mal posso esperar ouvir Lady Gaga explicar seu último vídeo, 'Alejandro'. Principalmente porque após assisti-lo (duas vezes!) eu não tenho absolutamente nenhuma ideia do que esteja acontecendo além do óbvio". Anthony Benigno do Daily News sentiu que "o choque do novo vídeo musical da cantora [...] está repleto de imagens de S&M que faz com que pareça a resposta softcore ao The Matrix.
Lyndsey Parker do Yahoo! Music, disse que "desta vez, parece haver uma mensagem por trás da loucura de Gaga. As pessoas vão ouvir o que ela tem a dizer? De qualquer forma, este é outro vídeo de Lady Gaga que será impossível de ignorar." Randall Roberts do Los Angeles Times disse que "o clipe reforça a noção de que ninguém entende a convergência da imagem e música melhor que Gaga". Jed Gottlieb do Boston Herald disse que "os enredos [do vídeo] são difíceis de decifrar, mas claramente não são sobre uma história que termina com um 'feliz para sempre'". Jen Dose do National Post comentou que "o novo vídeo de Gaga para 'Alejandro' certamente traz a loucura que todos nós temos vindo a esperar dela. É como uma homenagem de 8+ minutos a Madonna com alguns gays nazistas lançados em boa medida". Embora não tenha gostado da música, Nate Jones da Time achou o teledisco "fantástico... o equilíbrio autoconsciente de Gaga e o director Steven Klein funciona aqui". Jennifer Cady do E! gostou da gravação, mas não a achou boa como as anteriores da intérprete. Julie Moult do Daily Mail disse que "[Após o vídeo], ninguém poderia acusar Lady Gaga de ser do tipo tímida e reservada".
Uma série de críticos comparam o vídeo com trabalhos de artistas pop como Madonna e Janet Jackson. A crítica Monica Herrera da Billboard escreveu que, "a controvérsia religiosa [de Alejandro] é a mesma que a do vídeo de 'Like a Prayer' da Madonna, uma vez que mistura imagens católicas como o rosário e as vestimentas de freira com sugestões sexuais." Kyle Anderson da MTV encontrou referências ao filme de 1996 estrelando Madonna, Evita, e aos vídeos musicais de "Like a Prayer" (1989), "Human Nature" (1994) e "Vogue" (1990). A Rolling Stone comparou a cinematografia em preto-e-branco do vídeo à de "Vogue", e notou alusões "não tão sutis" à "Like a Prayer". Kreps acreditou que "Alejandro" era muito semelhante aos trabalhos de Madonna porque o diretor Klein já tinha trabalhado com ela anteriormente. Devon Thomas da CBS News disse que os "Madonn-ismos são fortes no vídeo". Ele observou que o cabelo curto de Gaga e o blazer preto juntos com "o estado forte e pós-industrial do teledisco [de 'Alejandro']" eram semelhantes ao de "Express Yourself" (1989) e que o sutiã com metralhadoras eram similares ao sutiã de cone usado por Madonna em "Vogue". Thomas também comparou o vídeo à era Blond Ambition World Tour (1990), digressão de Madonna, dizendo que "[este vídeo] é uma carta de amor visual à [Madonna]". A revista New York disse que o vídeo "cheirava" a Madonna. Montgomery defendeu Gaga contra as comparações à Madonna, elaborando: "Apenas dizendo, 'Oh, por estar em preto-e-branco e por ela estar com um cabelo curto em certo ponto, é a Madonna', isso é meio que diminuir suas visões". Ele também disse que o vídeo musical de "Alejandro" "não é o melhor vídeo do mundo". Em um artigo para o The Sunday Times, Camille Paglia escreveu: "Gaga já se inspirou tanto em Madonna (como em seu último vídeo, 'Alejandro') que deve-se questionar, em que ponto esta homenagem se torna roubo?". O vídeo foi nomeado entre os mais vistos do ano no MuchMusic.com.

### Iconografia religiosa

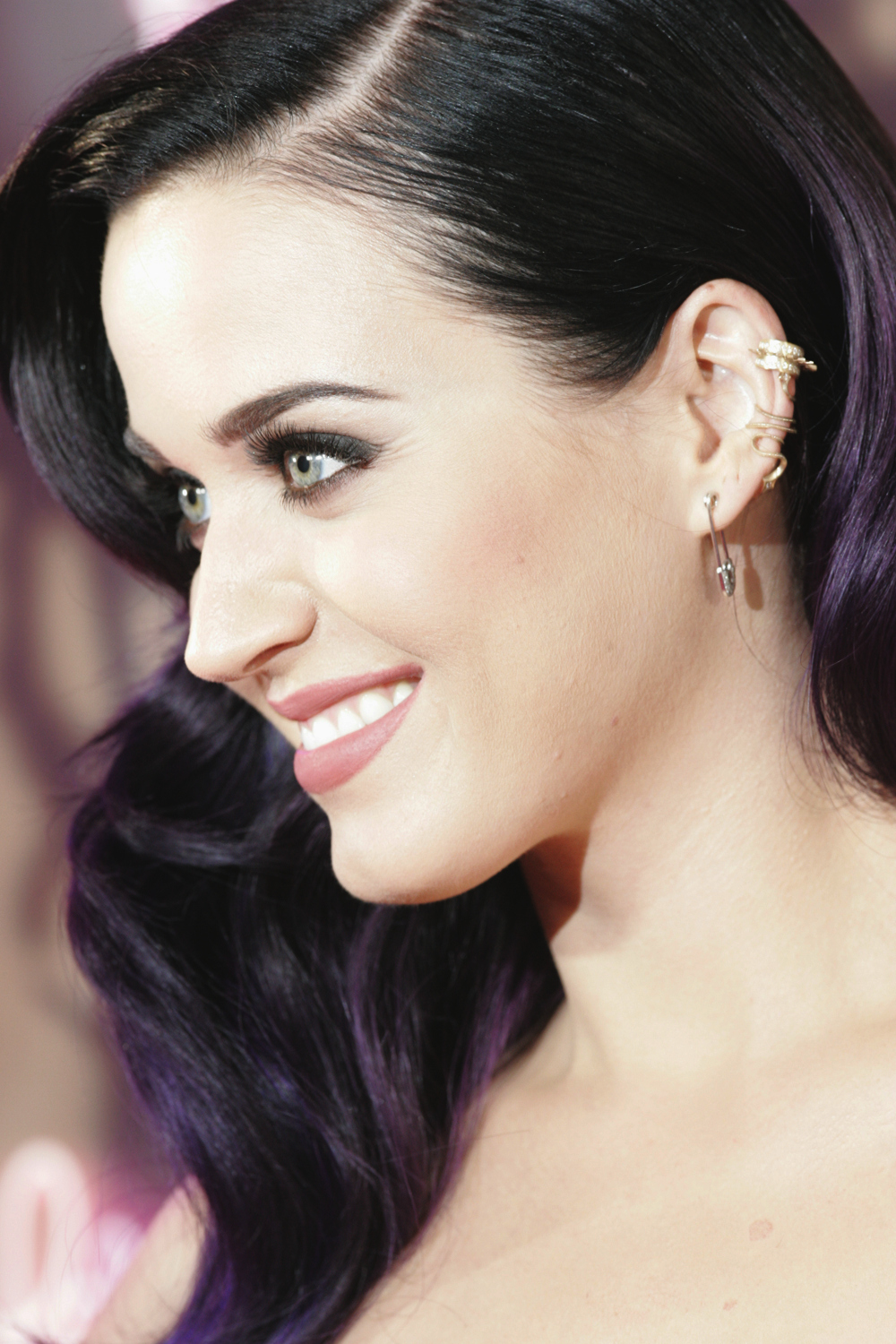
A cantora Katy Perry criticou o vídeo pelo uso de blasfémia.

A cantora Katy Perry escreveu em seu Twitter que "usar blasfêmia como entretenimento é um acto de tão mau gosto como quando um comediante conta uma piada de peido." O The Huffington Post verificou que embora Gaga não foi mencionada directamente pelo nome, foi definitivamente um golpe de Perry para Lady Gaga. Em uma entrevista ao programa Le 6/9 da NRJ Radio, Perry disse que a mensagem não foi apenas sobre Gaga, informando que ele foi baseado em sua visão pessoal da religião naquela época:
O que me diverte é que todo mundo pensou que eu quis dizer isso. Ultimamente tenho visto muitas coisas que pela minha educaçã], eu nunca teria visto. Por exemplo, quando Madonna subiu uma cruz ou quando meu namorado diz que as coisas às vezes são fortes demais para mim. É difícil explicar sem parecer uma menina hipócrita. Eu tive que ouvir comentários como 'como você pode dizer estas coisas, você canta 'I Kissed a Girl''. Você pode concordar ou não, mas a espiritualidade e a sexualidade são duas coisas diferentes e quando juntas em um vídeo pode ser interessante para algumas pessoas. Eu já disse muitas vezes no Twitter, 'Eu sou uma grande fã de Lady Gaga, Madonna e Russell Brand', mas isso não me impede de, por vezes, ter opiniões diferentes.

#### Reacção da Igreja Católica
A Liga Católica para os Direitos Civis e Religiosos criticou o vídeo para o seu uso de imagens religiosas, acusando Gaga de "fazer uma cópia da Madonna". Em entrevista à MTV, Klein explicou que "o simbolismo religioso não era para designar algo negativo, mas para representar a batalha de Gaga entre as forças claras e escuras. Assim, no final do filme, ela é retratada de novo no seu hábito de freira". Klein acrescentou que "o significado do desaparecimento da boca e dos olhos dela é porque ela está retirando seus sentidos do mundo do mal e vai em direção a oração e a contemplação". Ele disse ainda que "a cena onde Gaga engole o rosário foi o seu acto de teofagia, o desejo de consumir o corpo de Deus, o rosário é o simbólico Santo. A Liga Católica comentou:
Gaga está interpretando a gata imitadora de Madonna, esfregando-se em rapazes semi-nus, aproveitando-se dos símbolos católicos, enquanto grita 'Alejandro' vezes suficientes para induzir o vómito. Às vezes, vestida como uma freira em um hábito vermelho brilhante, a aspirante a Madonna zomba da cruz, engole um rosário e consegue ser estuprada por seus namorados. Portanto, tornou-se a garota-propaganda para a capa da decadência americana que atinge a Igreja Católica, sem contar com os olhares e talento do seu modelo a seguir.

## Apresentações ao vivo

Gaga interpretando "Alejandro" em Tóquio, Japão em 2010, num evento elaborado com o estilista Terrence Koh denominado GagaKoh.

Gaga cantou "Alejandro" em todas as apresentações da The Monster Ball Tour. Foi a quarta canção do set list na leg norte-americana da digressão. No entanto, nas legs europeias e britânicas da digressão, a canção foi interpretada no fim do show. A performance ao vivo viu-a usando um fato de banho de cor prata, e em seguida, sendo transportada por sua virilha por um de seus dançarinos e baixou-se para outro dançarino, engajando-se em um ménage à trois com eles. Durante a execução em San Diego, Califórnia, Gaga incorporou o nome da cidade na música, mais tarde comentando, "Eu sou tão sortuda por San Diego rimar com 'Fernando' e 'Alejandro'". Ted Shaw do Windsor Star comentou que "canções como 'Alejandro', 'Teeth' e 'Monster' mostraram o acto sexual na sua face". T'Cha Dunlevy do The Gazette disse que "a música foi tocada em tempo rápido, com não mais do que suficiente para definir [o que] diferencia. Foi uma dança coreografada após a outra." Jeremy Adams da Rolling Stone comentou que o desempenho foi "[um] de vários momentos [...] que deu desânimo ao pais que se encontram na plateia." Jim Harrington do San Jose Mercury News comparou o desempenho da música de Gaga com o de uma dançarina erótica.
Em 20 de Abril de 2010, Gaga cantou a música no Fundo de SIDA MAC no lançamento da VIVA Glam na Pan-Ásia, em Tóquio, onde ela usava um vestido de renda doily. Ela entrou no palco em uma procissão inspirada por um casamento japonês, e como as luzes se apagaram, ela se sentou no seu piano no palco rotativo e começou a cantar "Speechless", que foi seguida pelo desempenho de "Alejandro", onde ela foi leveantada por um de seus dançarinos, que parecia estar coberto de pó de talco. Gaga gravou um medley de "Bad Romance" e "Alejandro" para a nona temporada do American Idol em 28 de Abril de 2010. Sua performance no show foi exibida no episódio que foi ao ar em 5 de Maio de 2010. A performance começou com Gaga tocando o piano para um trecho vagaroso de "Bad Romance". Ela estava vestida com uma roupa velada-mas-reveladora preta, empunhando uma capa e era cercada por dançarinos sem camisa. No meio da performance, ela derramou sua capa e começou a se contorcer no chão. Em um canto do palco, uma estátua da Virgem Maria tinha chamas saindo da parte de cima, quando Gaga cantava o coro. Névoa encheu o palco, enquanto Gaga e seus dançarinos interpretavam uma rotina de dança energética. O vestido que ela usa foi desenhado pelo estilista italiano Giorgio Armani. Em entrevista ao El Universal, Armani comentou: "Para complementar o espírito de Lady Gaga, tive uma mente aberta na minha imaginação. A roupa que fiz para ela se apresentar no American Idol é pura fantasia." Luchina Fisher da ABC News chamou a performance de "um desempenho mau e fina gotejando sexo e violinos" e "fazendo a melhor imitação da Madonna". Em 9 de Julho de 2010, a canção foi interpretada no The Today Show, onde ela cantou em um palco, fora do estúdio. Em Maio de 2011, Gaga cantou a música durante a Radio 1's Big Weekend em Carlisle, Cumbria. Brian R. Fitzgerland do Wall Street Journal disse que Gaga é uma "maldita artista talentosa".

## Faixas
| Download Digital |                |                                  |                |         |  |
| N.º              | Título         | Compositor(es)                   | Produtor(es)   | Duração |  |
| 1.               | "Alejandro"    | Stefani Germanotta, Nadir Khayat | RedOne         | 4:34    |  |
| Duração total:   | Duração total: | Duração total:                   | Duração total: | 4:34    |  |

| The Remixes EP |                                         |                                  |                     |         |  |
| N.º            | Título                                  | Compositor(es)                   | Produtor(es)        | Duração |  |
| 1.             | "Alejandro" (Afrojack Remix)            | Stefani Germanotta, Nadir Khayat | Afrojack            | 4:48    |  |
| 2.             | "Alejandro" (Rusko's Papuseria Remix)   | Germanotta, Khayat               | Rusko's Papuseria   | 3:53    |  |
| 3.             | "Alejandro" (Dave Audé Remix)           | Germanotta, Khayat               | Dave Audé           | 7:15    |  |
| 4.             | "Alejandro" (Skrillex Remix)            | Germanotta, Khayat               | Skrillex            | 5:49    |  |
| 5.             | "Alejandro" (Kim Fai Remix)             | Germanotta, Khayat               | Kim Fai             | 7:20    |  |
| 6.             | "Alejandro" (The Sound of Arrows Remix) | Germanotta, Khayat               | The Sound of Arrows | 3:57    |  |
| 7.             | "Alejandro" (Bimbo Jones Remix)         | Germanotta, Khayat               | Bimbo Jones         | 6:40    |  |
| 8.             | "Alejandro" (Kleerup Remix)             | Germanotta, Khayat               | Kleerup             | 5:22    |  |
| Duração total: | Duração total:                          | Duração total:                   | Duração total:      | 43:04   |  |

| CD Single Francês |                                     |                                  |                |         |  |
| N.º               | Título                              | Compositor(es)                   | Produtor(es)   | Duração |  |
| 1.                | "Alejandro" (edição da rádio)       | Stefani Germanotta, Nadir Khayat | 3:58           | RedOne  |  |
| 2.                | "Alejandro" (Dave Audé Radio Remix) | Germanotta, Khayat               | Dave Audé      | 3:51    |  |
| 3.                | "Alejandro" (Bimbo Jones Remix)     | Germanotta, Khayat               | Bimbo Jones    | 3:19    |  |
| Duração total:    | Duração total:                      | Duração total:                   | Duração total: | 10:18   |  |

| CD Single do Reino Unido |                               |                                  |                |         |  |
| N.º                      | Título                        | Compositor(es)                   | Produtor(es)   | Duração |  |
| 1.                       | "Alejandro"                   | Stefani Germanotta, Nadir Khayat | 4:34           | RedOne  |  |
| 2.                       | "Alejandro" (Dave Audé Remix) | Germanotta, Khayat               | Dave Audé      | 7:15    |  |
| Duração total:           | Duração total:                | Duração total:                   | Duração total: | 11:49   |  |

| Vinil 7" do Reino Unido |                                 |                                  |                |         |  |
| N.º                     | Título                          | Compositor(es)                   | Produtor(es)   | Duração |  |
| 1.                      | "Alejandro"                     | Stefani Germanotta, Nadir Khayat | 4:34           | RedOne  |  |
| 2.                      | "Alejandro" (Bimbo Jones Remix) | Germanotta, Khayat               | Bimbo Jones    | 6:40    |  |
| Duração total:          | Duração total:                  | Duração total:                   | Duração total: | 11:14   |  |

| Bundle do iTunes do Reino Unido |                             |                                  |                |         |  |
| N.º                             | Título                      | Compositor(es)                   | Produtor(es)   | Duração |  |
| 1.                              | "Alejandro"                 | Stefani Germanotta, Nadir Khayat | RedOne         | 4:34    |  |
| 2.                              | "Alejandro" (Vídeo musical) |                                  |                | 8:44    |  |
| Duração total:                  | Duração total:              | Duração total:                   | Duração total: | 11:14   |  |

## Créditos e pessoal
Todo o processo de elaboração da canção atribui os seguintes créditos pessoais:
- Lady Gaga – vocalista e vocais de apoio, co-produção, arranjos vocais;
- Eelco Bakker – engenharia acústica;
- Robert Orton – mixagem;
- RedOne – produção, todos instrumentos e programação, arranjos vocais, edição de vocais, engenharia acústica, vocais de apoio;
- Johnny Severin – edição de vocais.

## Desempenho nas tabelas musicais

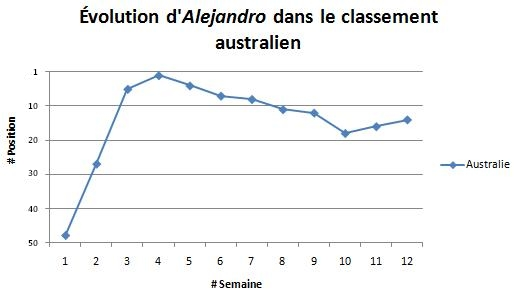
Evolução do single na parada oficial da Austrália.

Nos Estados Unidos, "Alejandro" estreou no número 72 na Billboard Hot 100 pela em 17 de Abril de 2010. Alcançou o pico de número cinco na tabela, tornando-se o sétimo hit de Lady Gaga entrando no top dez nos Estados Unidos. Gaga se tornou a segunda artista feminina a ter seus sete primeiros singles a atingirem o top dez nos Estados Unidos, uma vez que a cantora de R&B Monica fez isso entre 1995 a 1999. A canção também estreou na Top 40 Mainstream no número 35, e na Hot Digital Songs no número 71, depois de vender 24 mil downloads digitais de acordo com a Nielsen Soundscan. "Alejandro" chegou ao número quatro na Top 40 Mainstream, tornando-se o seu primeiro single a não atingir a primeira posição lá. Também estreou no número 40 da Hot Dance Club Songs da Billboard, e chegou ao topo em 7 de Julho de 2010. A canção já vendeu mais de 2.101.000 downloads pagos digitais no Estados Unidos até hoje de acordo com a Nielsen Soundscan, fazendo de Gaga a única artista na história digital a acumular sete vendas de 2000000 consecutivas como uma artista principal. No Canadá, "Alejandro" estreou no número 78 na Canadian Hot 100 em 4 de Abril de 2010, e se mudou para o número 50 na semana seguinte. A canção atingiu um pico de número quatro em 8 de Maio de 2010.
Em 5 de Abril de 2010, "Alejandro" estreou no número 49 na Austrália na ARIA Singles Chart, e mudou-se para número 28 na semana seguinte. Em última análise, atingiu um pico de número dois, tornando-se o sétimo top cinco de Gaga naquele país. "Alejandro" recebeu disco de platina pela Australian Recording Industry Association (ARIA) pelo embarque de 70 mil cópias. A canção estreou no número 35 no Top 40 da Nova Zelândia em 19 de Abril de 2010. Atingiu o pico número 11 recebendo o certificado de ouro pela Recording Industry Association of New Zealand (RIANZ).
Com o lançamento de The Fame Monster, "Alejandro" entrou no Reino Unido na UK Singles Chart no número 75 em 29 de Novembro de 2009, devido às vendas digitais do extended play. Em 16 de Maio de 2010, a canção re-entrou no número 95 e atingiu um pico no número sete. No MAHASZ, a canção estreou no número cinco na Hungarian Singles Chart em 6 de Dezembro de 2009. Ao redor da Europa, a canção alcançou o top cinco na Áustria, nas tabelas Ultratop da Bélgica (Flandres e Valónia), República Checa, Dinamarca, França, Alemanha, Hungria, Irlanda, Itália, Países Baixos, Noruega, Eslováquia, Suécia e Suíça, enquanto liderou as paradas na Finlândia, Polónia, Bulgária, Roménia e Rússia.
| Tabela musical (2009—2010)       | Melhor posição |
| -------------------------------- | -------------- |
| Australian Singles Chart         | 2              |
| Austrian Singles Chart           | 2              |
| Belgian Singles Chart (Flanders) | 4              |
| Belgian Singles Chart (Wallonia) | 3              |
| Billboard Hot 100 Airplay        | 8              |
| Bulgarian Airplay Chart          | 1              |
| Canadian Hot 100                 | 4              |
| Czech Airplay Chart              | 1              |
| Danish Singles Chart             | 4              |
| Dutch Top 40                     | 4              |
| Billboard European Hot 100       | 2              |
| Finnish Singles Chart            | 1              |
| French Singles Chart             | 3              |
| German Singles Chart             | 2              |
| Hungarian Singles Chart          | 5              |
| Irish Singles Chart              | 3              |
| Italian Singles Chart            | 2              |
| New Zealand Singles Chart        | 11             |
| Norwegian Singles Chart          | 3              |
| Polish Airplay Chart             | 1              |
| Romanian Airplay Chart           | 1              |
| Slovak Airplay Chart             | 2              |
| Spanish Singles Chart            | 3              |
| Swedish Singles Chart            | 4              |
| Swiss Singles Chart              | 3              |
| UK Singles Chart                 | 7              |
| Billboard Hot 100                | 4              |
| Adult Contemporary               | 13             |
| Adult Pop Songs                  | 13             |
| Hot Dance Club Songs             | 1              |
| Latin Pop Songs                  | 11             |
| Pop Songs                        | 4              |

| Tabela musical (2010)            | Melhor posição |
| -------------------------------- | -------------- |
| Australian Singles Chart         | 50             |
| Austrian Singles Chart           | 10             |
| Belgian Singles Chart (Flanders) | 17             |
| Belgian Singles Chart (Wallonia) | 15             |
| Canadian Hot 100                 | 14             |
| Danish Singles Chart             | 19             |
| Danish Singles Chart             | 21             |
| European Hot 100                 | 16             |
| German Singles Chart             | 19             |
| Hungarian Singles Chart          | 6              |
| Italian Singles Chart            | 4              |
| Romanian Airplay Chart           | 2              |
| Spanish Singles Chart            | 8              |
| Swiss Singles Chart              | 8              |
| UK Singles Chart                 | 46             |
| Billboard Hot 100                | 33             |
| Adult Contemporary               | 30             |
| Hot Dance Club Songs             | 21             |
| Pop Songs                        | 25             |

| País           | Certificador | Certificação |
| -------------- | ------------ | ------------ |
| Alemanha       | BVMI         | Platina      |
| Austrália      | ARIA         | Platina      |
| Bélgica        | BEA          | Ouro         |
| Dinamarca      | IFPI         | Ouro         |
| Espanha        | PROMUSICAE   | Ouro         |
| Estados Unidos | RIAA         | 2× Platina   |
| França         | SNEP         | Ouro         |
| Itália         | FIMI         | Platina      |
| Nova Zelândia  | RIANZ        | Ouro         |
| Rússia         | 2M           | Platina      |
| Suécia         | GLF          | Platina      |
| Suíça          | IFPI         | Platina      |

## Histórico de lançamento
| País           | Data                  | Formato                                    |
| -------------- | --------------------- | ------------------------------------------ |
| Suécia         | 9 de novembro de 2009 | Descarga digital (como single Promocional) |
| Bélgica        | 9 de novembro de 2009 | Descarga digital (como single Promocional) |
| França         | 9 de novembro de 2009 | Descarga digital (como single Promocional) |
| Estados Unidos | 20 de abril de 2010   | Rádios mainstream                          |
| Estados Unidos | 20 de abril de 2010   | Rádios rhythmic                            |
| Bélgica        | 18 de maio de 2010    | Pacote de remisturas                       |
| Canadá         | 18 de maio de 2010    | Pacote de remisturas                       |
| Dinamarca      | 18 de maio de 2010    | Pacote de remisturas                       |
| França         | 18 de maio de 2010    | Pacote de remisturas                       |
| Países Baixos  | 18 de maio de 2010    | Pacote de remisturas                       |
| Noruega        | 18 de maio de 2010    | Pacote de remisturas                       |
| Portugal       | 18 de maio de 2010    | Pacote de remisturas                       |
| Suécia         | 18 de maio de 2010    | Pacote de remisturas                       |
| Suíça          | 18 de maio de 2010    | Pacote de remisturas                       |
| Estados Unidos | 18 de maio de 2010    | Maxi single                                |
| Suécia         | 24 de maio de 2010    | Descarga digital                           |
| Bélgica        | 24 de maio de 2010    | Descarga digital                           |
| Estados Unidos | 15 de junho de 2010   | CD single                                  |
| Alemanha       | 15 de junho de 2010   | CD single                                  |
| Reino Unido    | 28 de junho de 2010   | CD single                                  |
| Reino Unido    | 28 de junho de 2010   | vinil                                      |
| França         | 28 de junho de 2010   |                                            |
| Japão          | 28 de junho de 2010   |                                            |
| CD single      | 28 de junho de 2010   |                                            |
| Alemanha       | 02 de julho de 2010   |                                            |
| Canadá         | 06 de julho de 2010   |                                            |
| Canadá         | 06 de julho de 2010   | Vinil                                      |